# Ludwigia major
Ludwigia major là một loài thực vật có hoa trong họ Anh thảo chiều. Loài này được (Micheli) Ramamoorthy mô tả khoa học đầu tiên năm 1987.